# Sten Sture de Jongere
Sten Sture de Jongere (Zweeds: Sten Sture den yngre, * 1493 - † 5 februari 1520) was een Zweeds staatsman en regent van Zweden ten tijde van de Kalmarunie.

## Leven
Hij was de zoon van de regent Svante Nilsson, afstammeling van de Sture familie, en Iliana Gisladotter Gädda.
Na de dood van zijn vader was Sten pas 18 jaar oud, waardoor hij door de Staten als te jong werd beschouwd voor opvolging. Erik Trolle werd gekozen, die een aanhanger was van de Kalmarunie. De jonge Sten organiseerde al snel een coup. Nadat Sten beloofd had de onderhandelingen met Denemarken te continueren werd hij geaccepteerd als regent.
In werkelijkheid streefde Sten Sture de Jongere onafhankelijkheid van de Zweden na. In tegenstelling tot zijn vader besloot hij de naam Sture te dragen, verwijzend naar zijn illustere voorganger, Sten Sture de Oudere, die een symbool werd voor de vrijheidsstrijd van Zweden.
Regent Sten wist dat eerder of later een oorlog met Christiaan II onvermijdelijk was, maar zijn eerste confrontatie kwam voort uit een conflict tussen Sten en de aartsbisschop Gustaaf Trolle, de zoon van de vorige regent. De aartsbisschop eiste meer zelfbestuur voor de kerk. De regent trad streng op, zette de bisschop af en nam hem gevangen. Ook werd de burcht van de aartsbisschop neergehaald; al deze acties leidden tot een pauselijke ban.

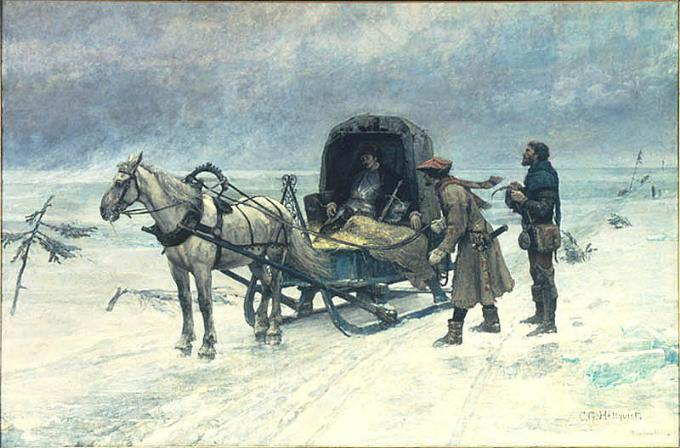
Sten Sture den yngres död på Mälarens is
(De dood van Sten Sture de Jongere) door Carl Gustaf Hellqvist

In 1518 begon Christiaan II met de eerste aanval op Zweden. De Slag bij Brännkyrka liep uit op een nederlaag voor de Denen, die zich daarop terugtrokken. Maar in 1520 startte Christiaan II van Denemarken opnieuw een invasie. Regent Sten raakte in de strijd dodelijk gewond tijdens de Slag bij Bogesund op 19 januari 1520 en stierf op het ijs van het Mälarmeer op zijn terugreis naar Stockholm.

## Nasleep
Stens weduwe Christina Gyllenstierna nam de leiding van het verzet over van haar man. Zij vuurde de boerenlegers aan en leidde vier maanden lang de verdediging van Stockholm, het laatste bolwerk van de nationalisten. Ten slotte gaf ze de stad over onder de Deense belofte van amnestie voor de leiders van het verzet.
Christiaan II nam de troon en aartsbisschop Gustaaf nam wraak tegen de aanhangers van Sture de Jongere: hij beschuldigde deze mannen van vijandschap tegen de staat en dat zij ketters waren. Deze mannen werden geëxecuteerd tijdens het Stockholms bloedbad dat plaatsvond in november 1520. Op aandringen van de Deense koning werd het lijk van Sten Sture (alsmede dat van zijn zoon) opgegraven, en op beschuldiging van ketterij verbrand.

## Afstammeling
Uit zijn huwelijk met Christina Gyllenstierna, achterkleinkind van koning Karel VIII, kwam in 1511 een zoon voort, Svante Stensson Sture. Een directe afstammeling in de 20e eeuw was Sybilla van Saksen-Coburg en Gotha, die trouwde met de erfprins Gustaaf Adolf. Uit dit huwelijk kwam een zoon voort, de huidige koning Karel XVI Gustaaf van Zweden.